# Dolina Ludrowska

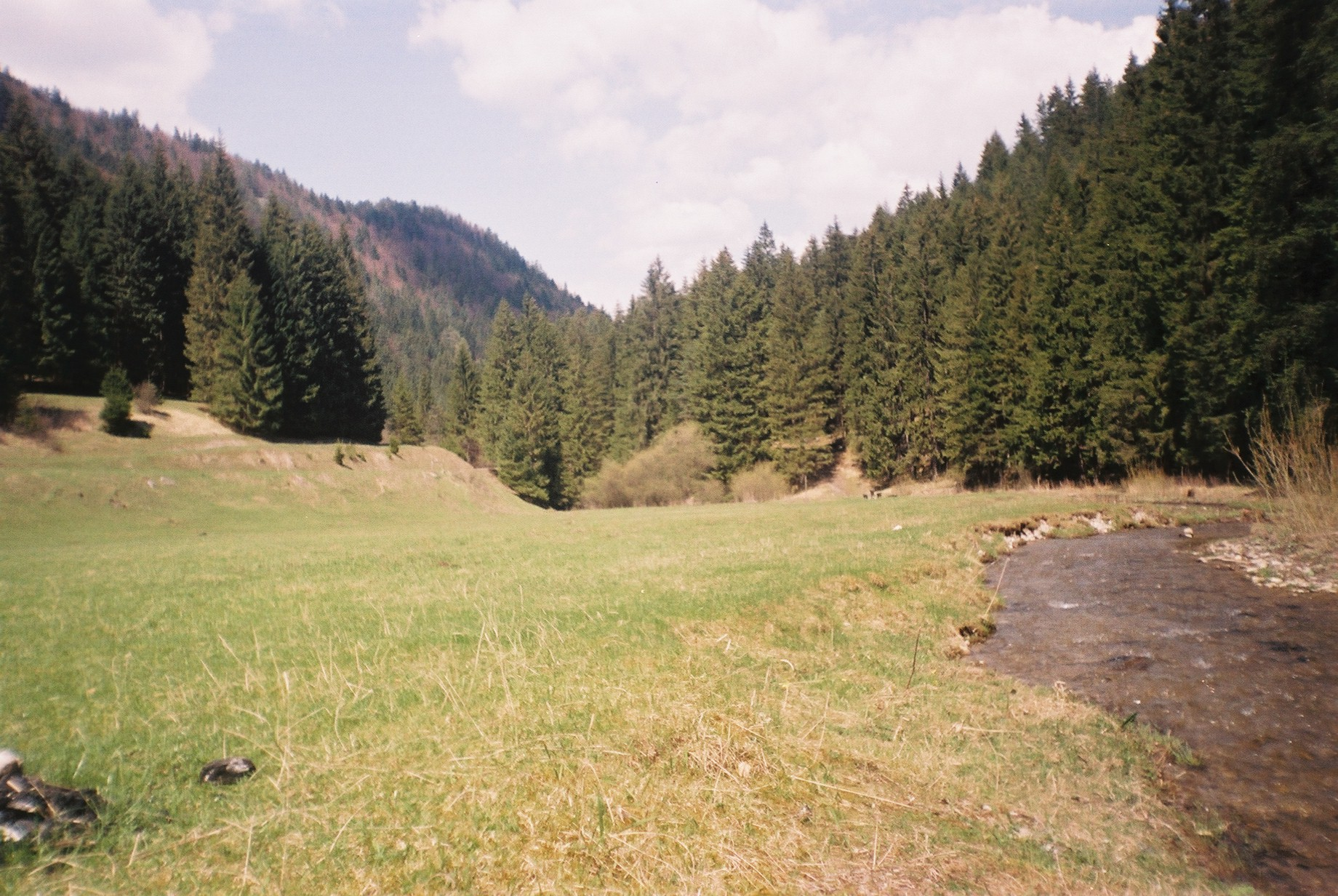
Dolina Ludrowska

Dolina Ludrowska (słow. Ludrovská dolina) – dolina w północno-zachodniej części Niżnych Tatr na Słowacji. Doliną na całej długości płynie potok Ludrovanka.

## Położenie
Dolina Ludrowska leży w całości w Grupie Salatynów. Jej wylot do Kotliny Liptowskiej znajduje się w rejonie wsi Ludrová, na wysokości ok. 570 m. Stąd dolina wznosi się (z niewielkimi odchyleniami) na długości ok. 8,5 km w kierunku południowym. W górnej części dzieli się na dwie odnogi: zachodnią (główną, źródłową Ludrovanki) zwaną Jazvečie, oraz wschodnią, mającą formę krasowego wąwozu, zwaną Hučiaky. Na południu sięga po równoleżnikowo biegnący grzbiet Magury, z najwyższym szczytem zwanym Červená Magura (1298 m).  Od zachodu dolinę ogranicza grzbiet, biegnący od Červenej Magury na północ przez m.in. Veľký Brankov (1134 m), Brankov (1177 m) i Ostré (1062 m), natomiast od wschodu - grzbiet biegnący na północ przez m.in. Salatyn (1630 m), Mały Salatyn (1444), Bohúňovo (1312 m) i Kohút (1045 m)